# Lark Voorhies
Lark Voorhies (Nashville, 25 de marzo de 1974) es una actriz estadounidense quien se hizo famosa al interpretar a Lisa Turtle en la serie de televisión Salvados por la campana.

## Biografía

### Inicios
Nació en Nashville (Tennessee) y creció en Pasadena (California). Voorhies es la segunda de cuatro hermanos. Su nombre, Lark, era el de un personaje de la película Cool Breeze. Su madre, a quien le encantaba el personaje, decidió ponerle ese nombre.:

«My mother saw a movie when she was 14 years old. I forget the name of the movie, but one of the lead characters was named Lark. She decided then she would name me and she stuck to it, and here I am."»

En su desarrollo, Voorhies tomó clases de canto, de baile, se unió al coro de la iglesia y acudió a gimnasia. Fue a la Pasadena Civic Ballet Company, donde estudió diferentes estilos de danza durante cinco años, incluyendo jazz, ballet, claqué y hip hop. Voorhies fue aspirante a bailarina en su juventud.

### Carrera
Voorhies hizo su debut a la edad de dos años. Luego se pospuso su carrera hasta los once años debido a su timidez. Su madre no quiso forzarle hasta que estuviera más cómoda frente a las cámaras. Más tarde, a la edad de catorce, Voorhies reapareció en un episodio de Small Wonder en 1988. Ese mismo año, obtuvo el papel recurrente de Lisa Turtle en Good Morning, Miss Bliss, apareciendo en trece episodios entre 1988 y 1989. También interpretó el personaje en su secuela, Salvados por la campana.
En Salvados por la campana, Lisa Turtle era una chica obsesionada con la moda quien se convierte en la obsesión amorosa de su compañero Screech (interpretado por Dustin Diamond). Al terminar la serie obtuvo contratos para interpretar diferentes roles como en Días de nuestras vidas, interpretando a la chica snob de sociedad, Wendy Reardon, y en The Bold and the Beautiful interpretando a la diseñadora Jasmine Malone, pero pronto renunció a ellos al enterarse de que, ocasionalmente, tendría que realizar escenas de sexo, lo cual chocaba con su fe religiosa.
En 1995 apareció como estrella invitada en la serie Star Trek: espacio profundo nueve, en el episodio "Life Support". Continuó interpretando diferentes papeles desde entonces, como en In the House, en el cual realizó el papel de la novia que se convierte en esposa del personaje de Alfonso Ribeiro, el Dr. Max Stanton. Anteriormente interpretó a la novia del mismo en la serie The Fresh Prince of Bel-Air, protagonizada por Will Smith.
Su último proyecto es una adaptación para película del libro La Guía del hombre negro para entender a las mujeres negras, además de una película llamada The Next Hit, la cual se lanzó en 2008.

### Vídeos musicales
Ha aparecido en videos musicales de Boyz II Men, Kenny Lattimore y Dru Hill.

### Escritora
Desde 2010, Voorhies ha escrito 3 libros (todos ellos publicados): Reciprocity, Trek of the Cheshire, and A True Light.

## Vida personal
Voorhies, que es sobrina de Jermaine Jackson, ha tenido varios romances con actores y coprotagonistas de Hollywood, incluyendo a su compañero en Salvados por la campana, Mark-Paul Gosselaar, con quien salió durante tres años. Voorhies tuvo un breve romance, e incluso estuvo prometida, con el actor cómico Martin Lawrence en 1993. 
El 9 de marzo de 1996 se casó con el actor y productor Miguel Coleman. El matrimonio duró ocho años y la pareja se divorció en 2004.
El 30 de mayo de 2006 ganó una demanda contra el National Enquirer, ya que el tabloide publicó que ella era adicta a las drogas.
El 30 de abril de 2015 se casó con Jimmy Green, matrimonio que duró hasta mayo de 2016.

## Filmografía

### Televisión
| Año           | Título                                  | Papel                                         | Notas                                             |
| ------------- | --------------------------------------- | --------------------------------------------- | ------------------------------------------------- |
| 1988–89       | Good Morning, Miss Bliss                | Lisa Turtle                                   | 13 episodios                                      |
| 1988, 1989    | Small Wonder                            | Brandie Ross Binky                            | "When You Hear the Beep" "The Tattletale"         |
| 1989          | The Robert Guillaume Show               | Danica                                        | Episodio: "Educating Ann"                         |
| 1989–93       | Saved by the Bell                       | Lisa Turtle                                   | 86 episodios                                      |
| 1992          | The Fresh Prince of Bel-Air             | Cindy                                         | Episodio: "Mama's Baby, Carlton's Maybe"          |
| 1992          | Saved by the Bell: Hawaiian Style       | Lisa Turtle                                   | Película para TV                                  |
| 1993          | Martin                                  | Nicole                                        | 2 episodios: "The Break Up" (Partes 2 & 3)        |
| 1993          | Getting By                              | Tasha                                         | 2 episodios: "Men Don't Dance", "Turnabout Dance" |
| 1993–94       | Days of Our Lives                       | Wendy Reardon                                 |                                                   |
| 1994          | Saved by the Bell: The College Years    | Lisa Turtle                                   | Episodio: "Wedding Plans"                         |
| 1994          | Saved by the Bell: Wedding in Las Vegas | Lisa Turtle                                   | Película para TV                                  |
| 1994          | Me and the Boys                         | Denise                                        | Episodio: "Talent Show"                           |
| 1994          | Saved by the Bell: The New Class        | Lisa Turtle (Cameo)                           | Episodio: "Goodbye Bayside" (Parte 2)             |
| 1995          | CBS Schoolbreak Special                 | Breena Black                                  | Episodio: "What About Your Friends"               |
| 1995          | Star Trek: Deep Space Nine              | Leanne                                        | Episodio: "Life Support"                          |
| 1995          | Family Matters                          | Dream Girl                                    | Episodio: "Home Sweet Home"                       |
| 1995–96, 2004 | The Bold and the Beautiful              | Jasmine Malone                                | Original de (1995-96); relanzado en 2004          |
| 1997          | Malcolm & Eddie                         | Lydia                                         | Episodio: "Club Story"                            |
| 1997          | The Last Don                            | Tiffany                                       | Miniserie                                         |
| 1997–99       | In the House                            | Mercedes Langford                             | 18 episodios                                      |
| 1998          | The Love Boat: The Next Wave            | Johari Mayfield                               | Episodio: "I Can't Get No Satisfaction"           |
| 1999          | Mutiny                                  |                                               | Película para TV                                  |
| 1999          | The Parkers                             | Chandra                                       | 2 episodios                                       |
| 2000          | Grown Ups                               | Stacy                                         | Episodio: "J's Pet Peeve"                         |
| 2001          | Fire & Ice                              | Holly Aimes                                   | Película para TV                                  |
| 2002          | Widows                                  |                                               | Miniserie                                         |
| 2008          | Robot Chicken                           | Lisa Turtle / Betty Childs / Borg Queen (voz) | Episodio: "Boo Cocky"                             |

### Cine
| Año  | Título                       | Papel        |
| ---- | ---------------------------- | ------------ |
| 1997 | Def Jam's How to Be a Player | Lisa         |
| 2000 | Longshot                     | Woman at Bar |
| 2001 | How High                     | Lauren       |
| 2002 | Civil Brand                  | Lil' Mama    |
| 2008 | The Next Hit                 | Ana Smith    |

## Premios y nominaciones
| Año  | Premio              | Categoría                                              | Título                   | Resultado |
| ---- | ------------------- | ------------------------------------------------------ | ------------------------ | --------- |
| 1989 | Young Artist Awards | Best Young Actress in a Cable Family Series            | Good Morning, Miss Bliss | Nominada  |
| 1990 | Young Artist Awards | Outstanding Young Ensemble Cast                        | Good Morning, Miss Bliss | Nominada  |
| 1990 | Young Artist Awards | Best Young Actress Starring                            | Good Morning, Miss Bliss | Ganadora  |
| 1991 | Young Artist Awards | Best Young Actress Starring in an Off-Primetime Series | Saved by the Bell        | Nominada  |
| 1992 | Young Artist Awards | Best Young Actress Starring in an Off-Primetime Series | Saved by the Bell        | Nominada  |
| 1993 | Young Artist Awards | Best Young Actress Starring in an Off-Primetime Series | Saved by the Bell        | Ganadora  |

## Libros editados
- Voorhies, Lark (2010). Reciprocity. New York, New York: iUniverse. ISBN 978-1450200660.
- Voorhies, Lark (2011). True Light. New York, New York: iUniverse. ISBN 978-1450243544.
- Voorhies, Lark (2011). Trek of the Cheshire. Bloomington, Indiana: iUniverse. ISBN 978-1462025985.